# Helmuth Bosse
Helmuth Bosse (* 9. Januar 1929 in Schöppenstedt; † 14. August 1995 in Braunschweig) war ein deutscher Politiker (SPD).

## Leben
Bosse absolvierte eine kaufmännische Ausbildung im Getreidehandel, die er 1946 abschloss; danach arbeitete er als Landhandelskaufmann, ab 1958 als Automobilkaufmann. Bosse wurde im Jahr 1947 Mitglied der Sozialdemokratischen Partei Deutschlands (SPD). Er wurde Vorsitzender des SPD-Unterbezirks Braunschweig und von 1953 bis 1972 Vorsitzender des SPD-Ortsvereins Schöppenstedt. Er wurde von 1968 bis 1970 stellvertretender Vorsitzender des SPD-Unterbezirks Wolfenbüttel und danach Vorsitzender dieses Unterbezirks. Zudem wurde er Mitglied des Aufsichtsrates der Wolfenbütteler Gemeinnützigen Baugesellschaft und des Verwaltungsrates der Öffentlichen Sachversicherung Braunschweig.
Von 1956 bis 1974 war er Ratsherr und Vorsitzender der SPD-Ratsfraktion der Stadt Schöppenstedt, danach Ratsherr und Vorsitzender der SPD-Ratsfraktion der ehemaligen Samtgemeinde Schöppenstedt und seit 1964 Kreistagsabgeordneter. In den Jahren 1967 bis 1968 war er Vorsitzender der SPD-Kreistagsfraktion und stellvertretender Landrat. Von 1968 bis 1981 war er Landrat des Landkreises Wolfenbüttel und seit 1981 nochmals Vorsitzender der SPD-Kreistagsfraktion des Landkreises Wolfenbüttel. Von 1973 bis 1978 war er zudem Mitglied und Vorsitzender der Verbandsversammlung des Verbandes Großraum Braunschweig.
Bosse war Mitglied des Niedersächsischen Landtages der 6. bis 11. Wahlperiode (6. Juni 1967 bis 20. Juni 1990), er wirkte als Schriftführer des Niedersächsischen Landtages vom 8. Juli 1970 bis 20. Juni 1978, und er war Vizepräsident des Niedersächsischen Landtages vom 28. Juni 1978 bis 20. Juni 1990.
Für die Landtagswahl in Niedersachsen 1986 bemühte er sich neben Anke Fuchs vergebens um die Spitzenkandidatur der SPD. Aufgestellt wurde nach einem parteiinternen „dreiwöchigen Schaulaufen durch Niedersachsen“ im Herbst 1985 Gerhard Schröder.
Helmuth Bosse war verheiratet und hatte zwei Kinder. Sein Sohn Marcus Bosse ist ebenfalls SPD-Politiker und seit 2008 Mitglied des Landtages.